# Guasimal, Mexiko
Guasimal är en ort i Mexiko.   Den ligger i kommunen Carlos A. Carrillo och delstaten Veracruz, i den sydöstra delen av landet, 400 km öster om huvudstaden Mexico City. Guasimal ligger 9 meter över havet och antalet invånare är 202.
Terrängen runt Guasimal är mycket platt. Runt Guasimal är det ganska glesbefolkat, med 34 invånare per kvadratkilometer. Närmaste större samhälle är Carlos A. Carrillo, 10,3 km väster om Guasimal. Trakten runt Guasimal består till största delen av jordbruksmark.